# Manuel Gerolin
Manuel Gerolin, né le 9 février 1961 à Venise (Italie), est un footballeur Italien, qui évoluait au poste de milieu de terrain. Au cours de sa carrière il évolue à Conegliano, à l'Udinese, à l'AS Rome et à Bologne.

## Carrière
- 1976-1980 :  Conegliano
- 1980-1985 :  Udinese
- 1985-1991 :  AS Rome
- 1991-1993 :  Bologne[1]

## Palmarès

### Avec l'AS Rome
- Finaliste de la coupe de l'UEFA en 1991
- Vainqueur de la Coupe d'Italie en 1986 et 1991